# Lycophotia molothina
Lycophotia molothina là một loài bướm đêm trong họ Noctuidae.